# B3 Biennale des bewegten Bildes 2019
Die B3 Biennale des bewegten Bildes ist ein alle zwei Jahre, seit 2019 jährlich in Frankfurt am Main stattfindendes crossmediales Film- und Kunstfestival. Die Schwerpunkte des Film-, VR- und Kunstprogramms sind aktuelle technologische und erzählerische Neuerungen der Neuen Medien. Neben dem klassischen linearen Erzählen durch den Film präsentierte das Festival in diesem Jahr immersives Storytelling wie auch Virtuelle Realität, Augmented Reality (Erweiterte Realität) und Mixed Reality. VR, AR und MR werden unter dem Oberbegriff XR, Extended Reality, zusammengefasst.
Die Leitausstellung „Realities“, die begleitenden Ausstellungen, das B3-Kino und der VR_PARK Frankfurt zeigten zeitgenössische künstlerische Auseinandersetzungen mit dem Thema des Festivals durch Video- und Medienkunst, Digitale Kunst, experimentelle Videospiele und Arbeiten zu Künstlicher Intelligenz. 2019 kooperierte die B3 Biennale mit THE ARTS+, der Frankfurter Buchmesse und erneut mit der Central Academy of Fine Arts Beijing (CAFA). Die Leitausstellung sowie die Preisverleihung fanden auf der Frankfurter Buchmesse statt.  Der Künstler Fei Jun, Associate Professor am Digital Media Lab der Chinesischen Zentralakademie der Bildenden Kunst Beijing, präsentierte die Installation Interesting World. Ein von Fei Jun und seinem Team erstelltes KI-Programm scannt die Gesichter der Besucher und soll damit Teile ihrer Identität „berechnen“. Ein weiterer Höhepunkt des Festivals war die Europa-Premiere einer immersiven Installation des New Yorker Kunstkollektivs 3-Legged Dog.

## B3 BEN Award
Der B3 BEN Award wurde in diesem Jahr auf der Frankfurter Buchmesse verliehen. Der Hauptpreisträger war in diesem Jahr Steve McQueen. An ihn wurde der B3 BEN Award in der Kategorie „Most Influential Moving Image Artist“ verliehen. Erstmals wird auf der B3 Biennale der B3 BEN Rotraut Pape Inspiration Award verliehen. Die Künstlerin und Filmemacherin Rotraut Pape konzipierte gemeinsam mit Bernd Kracke 2012 die B3 Biennale des bewegten Bildes. Sie verstarb 2019.
| Kategorie                                         | Preisträger                      | Titel            | Land        | Jahr |
| ------------------------------------------------- | -------------------------------- | ---------------- | ----------- | ---- |
| Most Influential Moving Image Artist (Hauptpreis) | Steve McQueen                    | Steve McQueen    | UK          | UK   |
| Best Feature Film                                 | Itay Tal                         | God of the Piano | Israel      | 2019 |
| Best Short Film                                   | Sara Margrethe Oskal             | Solar Datter     | Norwegen    | 2018 |
| Best Immersive and Time-Based Art                 | Victor Morales                   | Esperpento       | USA         | 2018 |
| Best XR Experience                                | Fernando Maldonado, Jorge Tereso | Gloomy Eyes      | Frankreich  | 2019 |
| Best XR Experience                                | Chris Lavis, Maciek Szczerbowski | Gymnasia         | Kanada      | 2019 |
| Best Emerging Talent                              | Lena Chen, Molly Barber          | Expose Her       | Deutschland | 2019 |
| Rotraut Pape Inspiration Award                    | Grace Glowicki                   | Tito             | Kanada      | 2019 |

## Film-, VR- und Kunstprogramm

### Langfilmprogramm
| Titel                                | Regisseur                       | Land        | Jahr |
| ------------------------------------ | ------------------------------- | ----------- | ---- |
| Pferde stehlen (Ut og stjæle hester) | Hans Petter Moland              | Norwegen    | 2019 |
| Glossary of Broken Dreams            | Johannes Grenzfurthner          | Österreich  | 2018 |
| Hurry Slowly (Skynd Deg Sakte)       | Anders Emblem                   | Norwegen    | 2019 |
| My little One                        | Frédéric Choffat, Julie Gilbert | Schweiz     | 2019 |
| Harajuku                             | Erik Svensson                   | Norwegen    | 2019 |
| Tito                                 | Grace Glowicki                  | Kanada      | 2019 |
| Ghost Town Anthology                 | Denis Côté                      | Kanada      | 2019 |
| Adam                                 | Rhys Ernst                      | USA         | 2019 |
| God of the Piano                     | Itay Tal                        | Israel      | 2019 |
| The Wall of Mexiko                   | Magdalena Zyzak, Zachary Cotler | USA, Mexiko | 2019 |
| Blind Spot                           | Tuva Novotny                    | Norwegen    | 2018 |

### Kurzfilmprogramm
| Titel                                 | Regisseur                       | Land             | Jahr |
| ------------------------------------- | ------------------------------- | ---------------- | ---- |
| Nuit pour jour (Night for Day)        | Nicolas Roy                     | Norwegen         | 2019 |
| Brotherhood                           | Meryam Joobeur                  | Tunesien, Kanada | 2018 |
| Love ist … (Kjærlighet er …)          | Gørild Mauseth, Tommaso Mottola | Norwegen         | 2019 |
| Daughter of the Sun (Solar Datter)    | Sara Margrethe Oskal            | Norwegen         | 2018 |
| Idylle Martyre                        | Alexandre Schild                | Schweiz          | 2019 |
| Veslemøy's Song                       | Sofia Bohdanowicz               | Kanada           | 2018 |
| SAS                                   | Léa Célestine Bernasconi        | Frankreich       | 2019 |
| Buffet                                | Claudia Malecka                 | Deutschland      | 2018 |
| Der Waldkauz                          | Aleksandar Radan                | Deutschland      | 2019 |
| A New Normal                          | Luzie Loose, Paul Nungeßer      | Deutschland      | 2019 |
| A Commitment                          | Hazel Brill                     | Großbritannien   | 2014 |
| Indications of Guilt pt. 1            | Maud Craigie                    | Großbritannien   | 2019 |
| CoAb comes into being                 | Milo Creese                     | Großbritannien   | 2019 |
| Meanwhile on Set …                    | Jennifer Martik                 | Großbritannien   | 2018 |
| Dearest Degenerate                    | Antonia Luxem                   | Großbritannien   | 2018 |
| Deux Soeurs Qui Ne Sont Pas Soeurs    | Beatrice Gibson                 | Großbritannien   | 2019 |
| No Ordinary Protest                   | Mikhail Karikis                 | Großbritannien   | 2018 |
| The Jump                              | Hetain Patel                    | Großbritannien   | 2015 |
| 15 Days                               | Imran Perretta                  | Großbritannien   | 2018 |
| Tell me the Story of all these Things | Rehana Zaman                    | Großbritannien   | 2017 |
| The Lion and the Unicorn              | Rachel Maclean                  | Großbritannien   | 2012 |
| Quelle:                               |                                 |                  |      |

### Virtual Reality Programm
| Titel                                    | Künstler                                           | Land                    | Jahr |
| ---------------------------------------- | -------------------------------------------------- | ----------------------- | ---- |
| Das totale Tanz Theater 360              | Maya Puig                                          | Deutschland             | 2019 |
| Warum wir bleiben                        | Emblematic, Nuba Reports, ZDF/ARTE, New York Times | Deutschland             | 2017 |
| I saw the Future                         | François Vautier                                   | Frankreich              | 2017 |
| -22,7                                    | Jan Kounen, Molécule, Amaury Laburth               | Frankreich              | 2017 |
| Die Sonne von Edward Munch               | Christian und Reinhardt Beez                       | Deutschland             | 2017 |
| Der Schrei von Edward Munch              | Sandra Paugam, Charles Ayats                       | Frankreich              | 2019 |
| Hors-Cadre: L'île des Morts              | Martin Charriére                                   | Schweiz                 | 2017 |
| Hors-Cadre: Intimités de Félix Vallotton | Martin Charriére                                   | Schweiz                 | 2018 |
| La Apparizione                           | Christian Lemmerz                                  | Dänemark                | 2017 |
| She’s Already Gone                       | Yu Hong                                            | Dänemark                | 2017 |
| Gymnasia                                 | Chris Lavis, Maciek Szcerbowski                    | Kanada                  | 2019 |
| Jurassic World                           | Félix Lajeunesse, Paul Raphaël                     | Kanada                  | 2018 |
| Traveling While Black                    | Roger Ross Williams, Ayesha Nadarajah              | USA                     | 2018 |
| Space Explorers                          | Félix Lajeunesse, Paul Raphaël                     | Kanada                  | 2018 |
| Gloomy Eyes                              | Fernando Maldonado, Jorge Tereso                   | Argentinien Frankreich  | 2019 |
| Vonderland 2.0                           | Cyril Tuschi                                       | Deutschland             | 2019 |
| Incitement                               | Wiebe van den Ende                                 | Niederlande, Frankreich | 2019 |
| 4 Feet                                   | María Belén                                        | Argentinien             | 2018 |
| Television X                             | Martin Fischer                                     | Deutschland             | 2017 |
| Quelle:                                  |                                                    |                         |      |

### Digitale Kunst, Videokunst und Medienkunst Programm
| Titel                             | Künstler                | Land                  | Jahr      | Medium                         |
| --------------------------------- | ----------------------- | --------------------- | --------- | ------------------------------ |
| Esperpento                        | Victor Morales          | USA                   | 2018      | Immersive Stage (VR, AR, MR)   |
| analmosh                          | Matt Romein             | USA                   | 2018      | Immersive Stage (VR, AR, MR)   |
| Dirtscraper                       | Peter Burr              | USA                   | 2018      | Immersive Stage (VR-Spiel)     |
| Expose Her                        | Lena Chen, Molly Barber | USA, Germany          | 2019      | Videoinstallation, Performance |
| Five Meditations on Death         | Nico Weber              | Germany               | 2019      | 5-Kanal Videoinstallation      |
| Sweat                             | Sargon Khnioev          | Russland, Deutschland | 2019      | 5-Kanal Videoinstallation      |
| Construction Lines                | Max Colson              | Großbritannien        | 2017      | Sketchup Animation             |
| Interesting World                 | Fei Jun                 | China                 | 2017      | Interaktive KI-Installation    |
| Die Mauer – Der negative Horizont | Rotraut Pape            | Deutschland           | 1989–2014 | Splitscreen Videoinstallation  |
| Luther – Die Reise                | Unger Fiedler           | Deutschland           | 2017      | Mobile Game                    |
| Please, Sir ...                   | Rachel Maclean          | Großbritannien        | 2014      | Videoinstallation              |
| Quelle:                           |                         |                       |           |                                |